# Prorhinia pallidaria
Prorhinia pallidaria là một loài bướm đêm trong họ Geometridae.